# Hyegyeong
Hyegyeong, född 6 augusti 1735 i Hanseong, död 13 januari 1816 i Hanseong, var en koreansk memoarskrivare; och kronprinsessa 1744–1762, gift med kronprins Sado.  Hon är framför allt känd i historien för sina memoarer, som beskriver livet vid det kungliga hovet i Korea under hennes samtid. 